# منتخب سويسرا تحت 17 سنة لكرة القدم للسيدات
منتخب سويسرا تحت 17 سنة للسيدات لكرة القدم هو ممثل سويسرا الرسمي في المنافسات الدولية في كرة القدم في فئة كرة قدم تحت 17 سنة للسيدات، يديريه اتحاد سويسرا لكرة القدم.